# Convocazioni per il campionato sudamericano maschile under 20 di calcio 2019
Elenco dei giocatori convocati da ciascuna Nazionale partecipante al Campionato sudamericano di calcio Under-20 2019. Sono eleggibili i calciatori nati dopo il 1º gennaio 1999.

## Gruppo A

### Bolivia
Allenatore:  Sixto Vizuete
La squadra finale è stata annunciata il 2 gennaio 2019.
| N. | Pos. | Giocatore         | Data di nascita/Età        | Squadra              |
| -- | ---- | ----------------- | -------------------------- | -------------------- |
| 1  | P    | Jairo Cuéllar     | 15 ottobre 1999 (19 anni)  | Guabirá              |
| 2  | D    | Jairo Quinteros   | 7 febbraio 2001 (17 anni)  | Valencia Mestalla    |
| 3  | D    | Walter Antelo     | 9 ottobre 2000 (18 anni)   | Sport Boys Warnes    |
| 4  | D    | Alan Siles        | 14 giugno 2000 (18 anni)   | Blooming             |
| 5  | D    | Luis Demiquel     | 15 gennaio 2000 (19 anni)  | Universidad de Chile |
| 6  | C    | Daniel Rojas      | 22 febbraio 2000 (18 anni) | Oriente Petrolero    |
| 7  | C    | Jhon García       | 13 aprile 2000 (18 anni)   | Dep. La Serena       |
| 8  | C    | Franz Gonzales    | 26 giugno 2000 (18 anni)   | Sport Boys Warnes    |
| 9  | A    | Sebastián Melgar  | 16 luglio 2001 (17 anni)   | Boca Juniors         |
| 10 | C    | Ramiro Vaca       | 1º luglio 1999 (19 anni)   | The Strongest        |
| 11 | A    | Erick Cano        | 15 marzo 1999 (19 anni)    | Bolívar              |
| 12 | P    | Bruno Rivas       | 22 agosto 2000 (18 anni)   | Oriente Petrolero    |
| 13 | C    | Julio Herrera     | 11 febbraio 1999 (19 anni) | Blooming             |
| 14 | D    | Joel Fernández    | 13 gennaio 1999 (20 anni)  | Boca Juniors         |
| 15 | C    | Robin Canido      | 25 marzo 1999 (19 anni)    | Oriente Petrolero    |
| 16 | D    | Emerson Velásquez | 24 febbraio 1999 (19 anni) | Oriente Petrolero    |
| 17 | A    | César Menacho     | 9 agosto 1999 (19 anni)    | Blooming             |
| 18 | C    | Adalid Terrazas   | 25 agosto 2000 (18 anni)   | Tiquipaya            |
| 19 | A    | Misael Cuéllar    | 12 marzo 1999 (19 anni)    | Academia Tahuichi    |
| 20 | A    | Roler Ferrufino   | 10 ottobre 2000 (18 anni)  | Florida              |
| 21 | D    | Roberto Fernández | 12 luglio 1999 (19 anni)   | Blooming             |
| 22 | P    | Mauricio Adorno   | 3 aprile 2001 (17 anni)    | Deportivo Bata       |
| 23 | D    | Robert Cueto      | 27 maggio 1999 (19 anni)   | Blooming             |

### Brasile
Allenatore: Carlos Amadeu
La squadra finale è stata annunciata il 13 dicembre 2018. Alan Souza è stato rimpiazzato da Tetê a causa di un infortunio il 5 gennaio 2019.
| N. | Pos. | Giocatore           | Data di nascita/Età         | Squadra          |
| -- | ---- | ------------------- | --------------------------- | ---------------- |
| 1  | P    | Gabriel Brazão      | 5 ottobre 2000 (18 anni)    | Cruzeiro         |
| 2  | D    | Emerson             | 14 gennaio 1999 (20 anni)   | Atlético Mineiro |
| 3  | D    | Vitão               | 2 febbraio 2000 (18 anni)   | Palmeiras        |
| 4  | D    | Matheus Thuler      | 10 marzo 1999 (19 anni)     | Flamengo         |
| 5  | C    | Luan Santos         | 14 maggio 1999 (19 anni)    | San Paolo        |
| 6  | D    | Carlos Augusto      | 7 gennaio 1999 (20 anni)    | Corinthians      |
| 7  | C    | Ramires             | 10 agosto 2000 (18 anni)    | Bahia            |
| 8  | C    | Marcos Antônio      | 13 giugno 2000 (18 anni)    | Estoril Praia    |
| 9  | A    | Lincoln             | 16 dicembre 2000 (18 anni)  | Flamengo         |
| 10 | A    | Rodrygo             | 9 gennaio 2001 (18 anni)    | Santos           |
| 11 | A    | Marquinhos Cipriano | 27 febbraio 1999 (19 anni)  | Šachtar          |
| 12 | P    | Phelipe Megiolaro   | 8 febbraio 1999 (19 anni)   | Grêmio           |
| 13 | D    | Vitinho             | 23 luglio 1999 (19 anni)    | Club Bruges      |
| 14 | D    | Walce               | 2 febbraio 1999 (19 anni)   | San Paolo        |
| 15 | D    | Lucas Ribeiro       | 19 gennaio 1999 (19 anni)   | Vitória          |
| 16 | D    | Luan Cândido        | 2 febbraio 2001 (17 anni)   | Palmeiras        |
| 17 | C    | Gabriel Furtado     | 9 dicembre 1999 (19 anni)   | Palmeiras        |
| 18 | C    | Gabriel Menino      | 29 settembre 2000 (18 anni) | Palmeiras        |
| 19 | A    | Rafael Papagaio     | 4 dicembre 1999 (19 anni)   | Palmeiras        |
| 20 | C    | Igor Gomes          | 17 marzo 1999 (19 anni)     | San Paolo        |
| 21 | A    | Jonas Toró          | 3 maggio 1999 (19 anni)     | San Paolo        |
| 22 | P    | Hugo Souza          | 31 gennaio 1999 (19 anni)   | Flamengo         |
| 23 | C    | Tetê                | 15 febbraio 2000 (18 anni)  | Grêmio           |

### Cile
Allenatore: Héctor Robles
La squadra finale è stata annunciata il 21 dicembre 2018. Nicolás Guerra è stato rimpiazzato da Diego Valencia a causa di un infortunio il 5 gennaio 2019.
| N. | Pos. | Giocatore         | Data di nascita/Età         | Squadra              |
| -- | ---- | ----------------- | --------------------------- | -------------------- |
| 1  | P    | Luis Ureta        | 8 marzo 1999 (19 anni)      | O'Higgins            |
| 2  | D    | Nicolás Fernández | 3 agosto 1999 (19 anni)     | Audax Italiano       |
| 3  | D    | Lucas Alarcón     | 5 marzo 2000 (18 anni)      | Universidad de Chile |
| 4  | D    | Alex Ibacache     | 11 gennaio 1999 (20 anni)   | Everton              |
| 5  | D    | Tomás Alarcón     | 19 gennaio 1999 (19 anni)   | O'Higgins            |
| 6  | C    | Axl Ríos          | 11 luglio 1999 (19 anni)    | Cobreloa             |
| 7  | A    | Iván Morales      | 29 luglio 1999 (19 anni)    | Colo-Colo            |
| 8  | C    | Ariel Uribe       | 14 febbraio 1999 (19 anni)  | Monarcas Morelia     |
| 9  | A    | Diego Valencia    | 14 gennaio 2000 (19 anni)   | Universidad Católica |
| 10 | C    | Marcelo Allende   | 7 aprile 1999 (19 anni)     | Necaxa               |
| 11 | C    | Matías Marín      | 19 dicembre 1999 (19 anni)  | Santiago Wanderers   |
| 12 | P    | Julio Bórquez     | 20 aprile 2000 (18 anni)    | Dep. Iquique         |
| 13 | C    | Víctor Méndez     | 23 settembre 1999 (19 anni) | Unión Española       |
| 14 | C    | Carlo Villanueva  | 1º luglio 1999 (19 anni)    | Colo-Colo            |
| 15 | D    | Esteban Valencia  | 13 agosto 1999 (19 anni)    | Universidad de Chile |
| 16 | A    | Matías Meneses    | 28 marzo 1999 (19 anni)     | O'Higgins            |
| 17 | D    | Vicente Fernández | 17 febbraio 1999 (19 anni)  | Universidad Católica |
| 18 | A    | Antonio Díaz      | 26 aprile 2000 (18 anni)    | O'Higgins            |
| 19 | A    | David Salazar     | 19 aprile 1999 (19 anni)    | O'Higgins            |
| 20 | C    | Matías Sepúlveda  | 12 marzo 1999 (19 anni)     | O'Higgins            |
| 21 | D    | Kennet Lara       | 10 giugno 1999 (19 anni)    | Curicó Unido         |
| 22 | D    | Nicolás Díaz      | 20 maggio 1999 (19 anni)    | Palestino            |
| 23 | P    | Cristóbal Campos  | 27 agosto 1999 (19 anni)    | Universidad de Chile |

### Colombia
Allenatore: Arturo Reyes
La squadra finale è stata annunciata il 2 gennaio 2019. Juan Palma è stato rimpiazzato da Klíver Moreno a causa di un infortunio il 15 gennaio 2019.
| N. | Pos. | Giocatore            | Data di nascita/Età         | Squadra                |
| -- | ---- | -------------------- | --------------------------- | ---------------------- |
| 1  | P    | Reinaldo Fontalvo    | 8 gennaio 1999 (20 anni)    | Barranquilla           |
| 2  | D    | Carlos Cuesta        | 9 marzo 1999 (19 anni)      | Atlético Nacional      |
| 3  | D    | Andrés Reyes         | 8 settembre 1999 (19 anni)  | Atlético Nacional      |
| 4  | C    | Klíver Moreno        | 9 agosto 2000 (18 anni)     | Millonarios            |
| 5  | C    | Andrés Balanta       | 18 gennaio 2000 (18 anni)   | Deportivo Cali         |
| 6  | C    | Yéiler Góez          | 1º novembre 1999 (19 anni)  | Atlético Nacional      |
| 7  | C    | Iván Angulo          | 22 marzo 1999 (19 anni)     | Palmeiras              |
| 8  | C    | Jaime Alvarado       | 26 luglio 1999 (19 anni)    | Hércules               |
| 9  | A    | Rivaldo Correa       | 7 settembre 1999 (19 anni)  | Independiente Medellín |
| 10 | C    | Yeison Tolosa        | 12 giugno 1999 (19 anni)    | Deportivo Cali         |
| 11 | C    | Johan Carbonero      | 20 luglio 1999 (19 anni)    | Once Caldas            |
| 12 | P    | Kevin Mier           | 18 maggio 2000 (18 anni)    | Atlético Nacional      |
| 13 | D    | Fabio Delgado        | 28 maggio 1999 (19 anni)    | Cortuluá               |
| 14 | A    | Jader Valencia       | 15 novembre 1999 (19 anni)  | Millonarios            |
| 15 | C    | Gustavo Carvajal     | 17 giugno 2000 (18 anni)    | América de Cali        |
| 16 | D    | Brayan Vera          | 15 gennaio 1999 (20 anni)   | Itagui Leones          |
| 17 | A    | Dilan Ortíz          | 15 marzo 2000 (18 anni)     | Real Cartagena         |
| 18 | D    | Hayen Palacios       | 8 settembre 1999 (19 anni)  | Atlético Nacional      |
| 19 | A    | Luis Sandoval        | 1º giugno 1999 (19 anni)    | Barranquilla           |
| 20 | C    | José Enamorado       | 13 gennaio 1999 (20 anni)   | Orsomarso              |
| 21 | D    | Jean Carlos Colorado | 11 settembre 2000 (18 anni) | Cortuluá               |
| 22 | P    | Juan David Lemus     | 1º gennaio 1999 (20 anni)   | Llaneros               |
| 23 | D    | Carlos Romaña        | 10 novembre 1999 (19 anni)  | Boyacá Chicó           |

### Venezuela
Allenatore: Rafael Dudamel
La squadra finale è stata annunciata il 12 gennaio 2019.
| N. | Pos. | Giocatore           | Data di nascita/Età         | Squadra           |
| -- | ---- | ------------------- | --------------------------- | ----------------- |
| 1  | P    | Carlos Olses        | 5 settembre 2000 (18 anni)  | Dep. La Guaira    |
| 2  | D    | Pablo Bonilla       | 2 dicembre 1999 (19 anni)   | Portuguesa FC     |
| 3  | D    | Miguel Navarro      | 26 febbraio 1999 (19 anni)  | Dep. La Guaira    |
| 4  | D    | Junior Moreno       | 3 marzo 2000 (18 anni)      | Trujillanos       |
| 5  | C    | Luis Chiquillo      | 2 gennaio 1999 (20 anni)    | Monagas           |
| 6  | D    | Christian Makoun    | 5 marzo 2000 (18 anni)      | Juventus U23      |
| 7  | C    | Jesús Vargas        | 26 agosto 1999 (19 anni)    | Est. Mérida       |
| 8  | C    | Carlos Ramos        | 26 maggio 1999 (19 anni)    | Carabobo          |
| 9  | A    | Jan Carlos Hurtado  | 5 marzo 2000 (18 anni)      | Gimnasia (LP)     |
| 10 | C    | Samuel Sosa         | 17 dicembre 1999 (19 anni)  | Talleres (C)      |
| 11 | C    | Enrique Peña Zauner | 4 marzo 2000 (18 anni)      | Borussia Dortmund |
| 12 | P    | Miguel Silva        | 9 luglio 2000 (18 anni)     | Metropolitanos    |
| 13 | D    | Riki Mangana        | 22 settembre 1999 (19 anni) | Celta Vigo B      |
| 14 | C    | Rommell Ibarra      | 24 marzo 2000 (18 anni)     | Dep. La Guaira    |
| 15 | C    | Jorge Yriarte       | 4 marzo 2000 (18 anni)      | Deportivo Lara    |
| 16 | C    | Jorge Echeverría    | 13 febbraio 2000 (18 anni)  | Caracas           |
| 17 | A    | Júnior Paredes      | 1º gennaio 2001 (18 anni)   | Zulia             |
| 18 | C    | Brayan Palmezano    | 17 settembre 2000 (18 anni) | Huachipato        |
| 19 | A    | Santiago Herrera    | 27 novembre 1999 (19 anni)  | UCLA Bruins       |
| 20 | D    | Marco Gómez         | 19 aprile 2000 (18 anni)    | Zulia             |
| 21 | D    | Ignacio Anzola      | 28 luglio 1999 (19 anni)    | Deportivo Lara    |
| 22 | P    | Cristopher Varela   | 27 novembre 1999 (19 anni)  | Deportivo Táchira |
| 23 | C    | Cristian Cásseres   | 20 gennaio 2000 (18 anni)   | N.Y. Red Bulls    |

## Gruppo B

### Argentina
Allenatore: Fernando Batista
La squadra finale è stata annunciata il 22 dicembre 2018. Ezequiel Barco ed Agustín Almendra sono stati rimpiazzati rispettivamente da Gonzalo Maroni e Julián López a causa di un infortunio.
| N. | Pos. | Giocatore          | Data di nascita/Età        | Squadra            |
| -- | ---- | ------------------ | -------------------------- | ------------------ |
| 1  | P    | Manuel Roffo       | 4 aprile 2000 (18 anni)    | Boca Juniors       |
| 2  | D    | Nehuén Pérez       | 24 giugno 2000 (18 anni)   | Argentinos Juniors |
| 3  | D    | Elías Pereyra      | 15 febbraio 1999 (19 anni) | San Lorenzo        |
| 4  | D    | Facundo Mura       | 23 marzo 1999 (19 anni)    | Estudiantes (LP)   |
| 5  | A    | Pedro de la Vega   | 7 febbraio 2001 (17 anni)  | Lanús              |
| 6  | D    | Leonardo Balerdi   | 26 gennaio 1999 (19 anni)  | Borussia Dortmund  |
| 7  | C    | Francesco Lo Celso | 5 marzo 2000 (18 anni)     | Rosario Central    |
| 8  | C    | Julián López       | 8 gennaio 2000 (19 anni)   | Racing Club        |
| 9  | A    | Facundo Colidio    | 4 gennaio 2000 (19 anni)   | Inter              |
| 10 | C    | Gonzalo Maroni     | 18 marzo 1999 (19 anni)    | Talleres (C)       |
| 11 | C    | Aníbal Moreno      | 13 maggio 1999 (19 anni)   | Newell's Old Boys  |
| 12 | P    | Lautaro Morales    | 16 dicembre 1999 (19 anni) | Lanús              |
| 13 | D    | Aaron Barquett     | 9 marzo 1999 (19 anni)     | Argentinos Juniors |
| 14 | D    | Facundo Medina     | 28 maggio 1999 (19 anni)   | Talleres (C)       |
| 15 | C    | Fausto Vera        | 26 marzo 2000 (18 anni)    | Argentinos Juniors |
| 16 | C    | Santiago Sosa      | 3 maggio 1999 (19 anni)    | River Plate        |
| 17 | C    | Francisco Ortega   | 19 marzo 1999 (19 anni)    | Vélez Sarsfield    |
| 18 | A    | Adolfo Gaich       | 26 febbraio 1999 (19 anni) | San Lorenzo        |
| 19 | A    | Maximiliano Romero | 9 gennaio 1999 (20 anni)   | PSV                |
| 20 | C    | Thiago Almada      | 26 aprile 2001 (17 anni)   | Vélez Sarsfield    |
| 21 | C    | Manuel Insaurralde | 31 gennaio 1999 (19 anni)  | San Lorenzo        |
| 22 | A    | Julián Álvarez     | 31 gennaio 2000 (18 anni)  | River Plate        |
| 23 | P    | Jerónimo Pourtau   | 23 gennaio 2000 (18 anni)  | Estudiantes (LP)   |

### Ecuador
Allenatore:  Jorge Célico
La squadra finale è stata annunciata il 2 gennaio 2019.
| N. | Pos. | Giocatore          | Data di nascita/Età        | Squadra                 |
| -- | ---- | ------------------ | -------------------------- | ----------------------- |
| 1  | P    | Wellington Ramírez | 9 settembre 2000 (18 anni) | Independiente del Valle |
| 2  | D    | Jackson Porozo     | 4 agosto 2000 (18 anni)    | Manta                   |
| 3  | D    | Diego Palacios     | 12 luglio 1999 (19 anni)   | Willem II               |
| 4  | D    | Jhon Espinoza      | 24 febbraio 1999 (19 anni) | Aucas                   |
| 5  | C    | Jordy Alcívar      | 5 agosto 1999 (19 anni)    | LDU Quito               |
| 6  | D    | Gustavo Vallecilla | 28 maggio 1999 (19 anni)   | Aucas                   |
| 7  | C    | Johao Chávez       | 16 maggio 1999 (19 anni)   | Independiente del Valle |
| 8  | C    | José Cifuentes     | 12 marzo 1999 (19 anni)    | América de Quito        |
| 9  | A    | Leonardo Campana   | 24 luglio 2000 (18 anni)   | Barcelona SC            |
| 10 | C    | Jordan Rezabala    | 29 febbraio 2000 (18 anni) | Independiente del Valle |
| 11 | A    | Alexander Alvarado | 21 aprile 1999 (19 anni)   | Aucas                   |
| 12 | P    | Pierre Bellolio    | 22 giugno 1999 (19 anni)   | Universidad Católica    |
| 13 | C    | George Pardo       | 12 luglio 2000 (18 anni)   | Orense                  |
| 14 | D    | Richard Mina       | 22 luglio 1999 (19 anni)   | Téc. Universitario      |
| 15 | D    | Marlon Medranda    | 19 maggio 1999 (19 anni)   | Orense                  |
| 16 | C    | Sergio Quintero    | 12 marzo 1999 (19 anni)    | Imbabura                |
| 17 | C    | Emerson Espinoza   | 11 marzo 2001 (17 anni)    | Independiente del Valle |
| 18 | D    | Joao Quiñónez      | 15 maggio 1999 (19 anni)   | Universidad Católica    |
| 19 | A    | Daniel Segura      | 17 marzo 1999 (19 anni)    | Mushuc Runa             |
| 20 | A    | Gonzalo Plata      | 1º novembre 2000 (18 anni) | Independiente del Valle |
| 21 | A    | Santiago Micolta   | 26 maggio 2000 (18 anni)   | Unión La Calera         |
| 22 | P    | Jhon Camacho       | 31 marzo 1999 (19 anni)    | Fuerza Amarilla         |
| 23 | A    | Alexander Bolaños  | 12 dicembre 1999 (19 anni) | Colo-Colo               |

### Paraguay
Allenatore: Gustavo Morínigo
La squadra finale è stata annunciata il 21 dicembre 2018.
| N. | Pos. | Giocatore         | Data di nascita/Età         | Squadra         |
| -- | ---- | ----------------- | --------------------------- | --------------- |
| 1  | P    | José Miers        | 7 dicembre 2000 (18 anni)   | Cerro Porteño   |
| 2  | D    | Cristhian Candia  | 7 marzo 1999 (19 anni)      | Libertad        |
| 3  | D    | Roberto Fernández | 7 giugno 2000 (18 anni)     | Guaraní         |
| 4  | D    | Pedro Álvarez     | 10 febbraio 2001 (17 anni)  | Cerro Porteño   |
| 5  | D    | Alexis Duarte     | 12 marzo 2000 (18 anni)     | Cerro Porteño   |
| 6  | C    | Marcelino Ñamandú | 28 luglio 1999 (19 anni)    | Cerro Porteño   |
| 7  | A    | Antonio Galeano   | 22 marzo 2000 (18 anni)     | San Paolo       |
| 8  | C    | Braian Ojeda      | 27 giugno 2000 (18 anni)    | Olimpia         |
| 9  | A    | Fernando Romero   | 24 aprile 2000 (18 anni)    | Nacional        |
| 10 | C    | Iván Franco       | 16 aprile 2000 (18 anni)    | Libertad        |
| 11 | A    | Antonio Marín     | 21 luglio 1999 (19 anni)    | Guaraní         |
| 12 | P    | Diego Huesca      | 8 agosto 2000 (18 anni)     | Valencia        |
| 13 | D    | Alexis Sosa       | 30 aprile 2000 (18 anni)    | Libertad        |
| 14 | D    | Marcelo Rolón     | 19 febbraio 2000 (18 anni)  | Libertad        |
| 15 | C    | Hugo Quintana     | 10 novembre 2001 (17 anni)  | Olimpia         |
| 16 | A    | Aníbal Vega       | 18 marzo 2000 (18 anni)     | Palmeiras       |
| 17 | C    | Fernando Cardozo  | 8 febbraio 2001 (17 anni)   | Olimpia         |
| 18 | A    | Blas Armoa        | 3 febbraio 2000 (18 anni)   | Sp. Luqueño     |
| 19 | C    | Lucas Sanabria    | 13 settembre 1999 (19 anni) | Libertad        |
| 20 | D    | Aldo Zárate       | 7 agosto 2001 (17 anni)     | Libertad        |
| 21 | C    | Alan Rodríguez    | 15 agosto 2000 (18 anni)    | Cerro Porteño   |
| 22 | A    | Rodrigo Ruiz Díaz | 15 gennaio 1999 (20 anni)   | Sol de América  |
| 23 | P    | Orlando Gill      | 11 giugno 2000 (18 anni)    | Sp. San Lorenzo |

### Peru
Allenatore:  Daniel Ahmed
La squadra finale è stata annunciata il 12 gennaio 2019.
| N. | Pos. | Giocatore            | Data di nascita/Età        | Squadra             |
| -- | ---- | -------------------- | -------------------------- | ------------------- |
| 1  | P    | Jeremy Aguirre       | 1º gennaio 1999 (20 anni)  | Sport Boys          |
| 2  | D    | Marco Saravia        | 6 febbraio 1999 (19 anni)  | Deportivo Municipal |
| 3  | D    | Brayan Velarde       | 18 febbraio 1999 (19 anni) | Universitario       |
| 4  | D    | Alec Deneumostier    | 5 maggio 1999 (19 anni)    | Melgar              |
| 5  | D    | Carlos Huerto        | 26 aprile 1999 (19 anni)   | Univ. San Martín    |
| 6  | C    | Jesús Pretell        | 26 marzo 1999 (19 anni)    | Univ. San Martín    |
| 7  | C    | Gerald Távara        | 25 marzo 1999 (19 anni)    | Sporting Cristal    |
| 8  | C    | Jairo Concha         | 27 maggio 1999 (19 anni)   | Univ. San Martín    |
| 9  | A    | Sebastián Gonzales   | 6 dicembre 1999 (19 anni)  | Sport Boys          |
| 10 | A    | Fernando Pacheco     | 26 giugno 1999 (19 anni)   | Sporting Cristal    |
| 11 | A    | José Bolívar         | 17 gennaio 2000 (19 anni)  | Univ. San Martín    |
| 12 | P    | Emile Franco         | 11 marzo 2000 (18 anni)    | Sporting Cristal    |
| 13 | D    | Dylan Caro           | 23 marzo 1999 (19 anni)    | Sporting Cristal    |
| 14 | A    | Christopher Olivares | 3 aprile 1999 (19 anni)    | Sporting Cristal    |
| 15 | C    | Oslimg Mora          | 2 giugno 1999 (19 anni)    | Alianza Lima        |
| 16 | D    | Renato Rojas         | 4 agosto 1999 (19 anni)    | Alianza Lima        |
| 17 | D    | Franco Medina        | 18 luglio 1999 (19 anni)   | Alianza Lima        |
| 18 | D    | Jonathan Bilbao      | 29 luglio 1999 (19 anni)   | Univ. San Martín    |
| 19 | D    | Alessandro Milesi    | 21 dicembre 1999 (19 anni) | Brescia             |
| 20 | C    | Marcos López         | 20 novembre 1999 (19 anni) | S.J. Earthquakes    |
| 21 | P    | Diego Romero         | 17 agosto 2001 (17 anni)   | Universitario       |
| 22 | D    | José Zevallos        | 13 gennaio 1999 (20 anni)  | Universitario       |
| 23 | C    | Walter Tandazo       | 14 giugno 2000 (18 anni)   | Melgar              |

### Uruguay
Allenatore: Fabián Coito
La squadra finale è stata annunciata il 19 dicembre 2018.
| N. | Pos. | Giocatore             | Data di nascita/Età         | Squadra              |
| -- | ---- | --------------------- | --------------------------- | -------------------- |
| 1  | P    | Franco Israel         | 22 aprile 2000 (18 anni)    | Juventus U23         |
| 2  | D    | Bruno Méndez          | 10 settembre 1999 (19 anni) | Montevideo Wanderers |
| 3  | D    | Sebastián Cáceres     | 18 agosto 1999 (19 anni)    | Liverpool (M)        |
| 4  | D    | Ezequiel Busquets     | 24 ottobre 2000 (18 anni)   | Peñarol              |
| 5  | C    | Martín Barrios        | 24 gennaio 1999 (19 anni)   | Racing Montevideo    |
| 6  | D    | Maximiliano Araújo    | 15 febbraio 2000 (18 anni)  | Montevideo Wanderers |
| 7  | A    | Emiliano Gómez        | 18 settembre 2001 (17 anni) | Defensor Sporting    |
| 8  | C    | Rodrigo Zalazar       | 12 agosto 1999 (19 anni)    | Atl. Malagueño       |
| 9  | A    | Facundo Batista       | 16 gennaio 1999 (20 anni)   | Chiasso              |
| 10 | A    | Nicolás Schiappacasse | 12 gennaio 1999 (20 anni)   | Rayo Majadahonda     |
| 11 | C    | Pablo García          | 15 aprile 1999 (19 anni)    | Nacional             |
| 12 | P    | Renzo Bacchia         | 23 gennaio 1999 (19 anni)   | Independiente        |
| 13 | D    | Emiliano Ancheta      | 9 giugno 1999 (19 anni)     | Danubio              |
| 14 | C    | Erik de los Santos    | 16 gennaio 1999 (20 anni)   | Peñarol              |
| 15 | D    | Edgar Elizalde        | 27 febbraio 2000 (18 anni)  | Pescara              |
| 16 | C    | Nicolás Acevedo       | 14 aprile 1999 (19 anni)    | Liverpool (M)        |
| 17 | A    | Agustín Dávila        | 5 gennaio 1999 (20 anni)    | Real Sociedad B      |
| 18 | C    | Juan Manuel Sanabria  | 29 marzo 2000 (18 anni)     | Atlético Madrid      |
| 19 | A    | Darwin Núñez          | 24 giugno 1999 (19 anni)    | Peñarol              |
| 20 | A    | Juan Manuel Boselli   | 9 novembre 1999 (19 anni)   | Defensor Sporting    |
| 21 | C    | Thomás Chacón         | 17 agosto 2000 (18 anni)    | Danubio              |
| 22 | D    | Mathías Laborda       | 15 settembre 1999 (19 anni) | Nacional             |
| 23 | P    | Mauro Silveira        | 6 maggio 2000 (18 anni)     | Montevideo Wanderers |